# Portret Ignacego Jana Paderewskiego (1860–1941)
Portret Ignacego Jana Paderewskiego (1860–1941) – obraz holenderskiego malarza Lawrence'a Alma-Tademy z 1890 roku wykonany olejem na płótnie, znajdujący się w zbiorach Muzeum Narodowego w Warszawie.

## Informacje katalogowe
Lawrence Alma-Tadema przedstawił Ignacego Jana Paderewskiego z rozwichrzoną złocącą się czupryną, w wieku ok. 30 lat, na tle japońskiej tkaniny i ciemnooliwkowej boazerii. Model wpatruje się w widza. Artysta ma na sobie ciemną marynarkę, pod kołnierzem jasnej koszuli ma zawiązany kremowy fular. W 1890 roku, gdy powstał portret, Paderewski był na swym pierwszym tournée po Anglii, koncertując m.in. dla królowej Wiktorii.
Dzieło o wymiarach 45,5 × 59 cm jest sygnowane w górnym prawym rogu: L. Alma-Tadema op CCCXI. Artysta użył farby olejnej, malując na płótnie. Obraz powstał w domu własnym malarza w Anglii. Muzealny numer katalogowy: M.Ob.1850 MNW. Znajduje się w zbiorach dawnej sztuki europejskiej Muzeum Narodowego w Warszawie, wystawiany jest w Galerii XIX wieku, sala 110.